# اژدهای ریش‌دار
اژدهای ریش‌دار یا پوگونا (به انگلیسی: Pogona)، یک سرده از خزندگان است که شامل ۷ گونه مارمولک است. این سرده، اغلب با نام عمومی اژدهای ریش‌دار شناخته می‌شود. نام "اژدهای ریش‌دار" به قسمت زیر گلو یا "ریش" مارمولک اشاره دارد که می‌تواند به دلایل مختلف سیاه شود و پف کند. این اتفاق، معمولاً در نتیجه استرس یا در صورت احساس خطر رخ می‌دهد. این جانوران، خزندگانی نیمه درختی هستند که زمان قابل توجهی را روی شاخه‌ها، بوته‌ها و نزدیک سکونت‌گاه‌های انسان می‌گذرانند. رژیم غذایی آن‌ها عمدتاً شامل حشرات، گیاهان و گاهی جوندگان کوچک است. پوگوناها در بیشتر مناطق استرالیا یافت شده و در طیف وسیعی از محیط‌ها مانند بیابان‌ها، بوته‌زارها و جنگل‌های اکالیپتوس زندگی می‌کنند. 

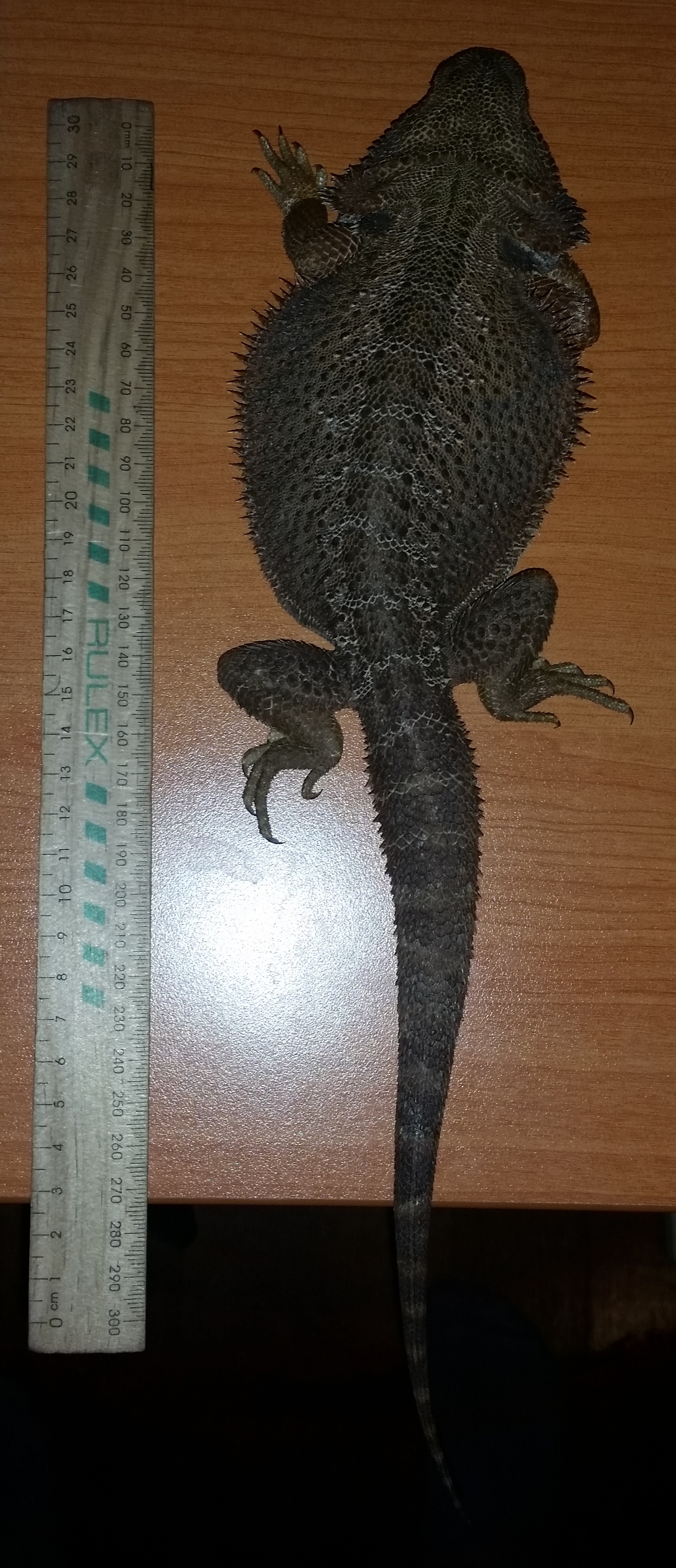
یک ریش‌دار، با اندازه بیش از ۳۰ سانتی‌متر (۱ فوت)

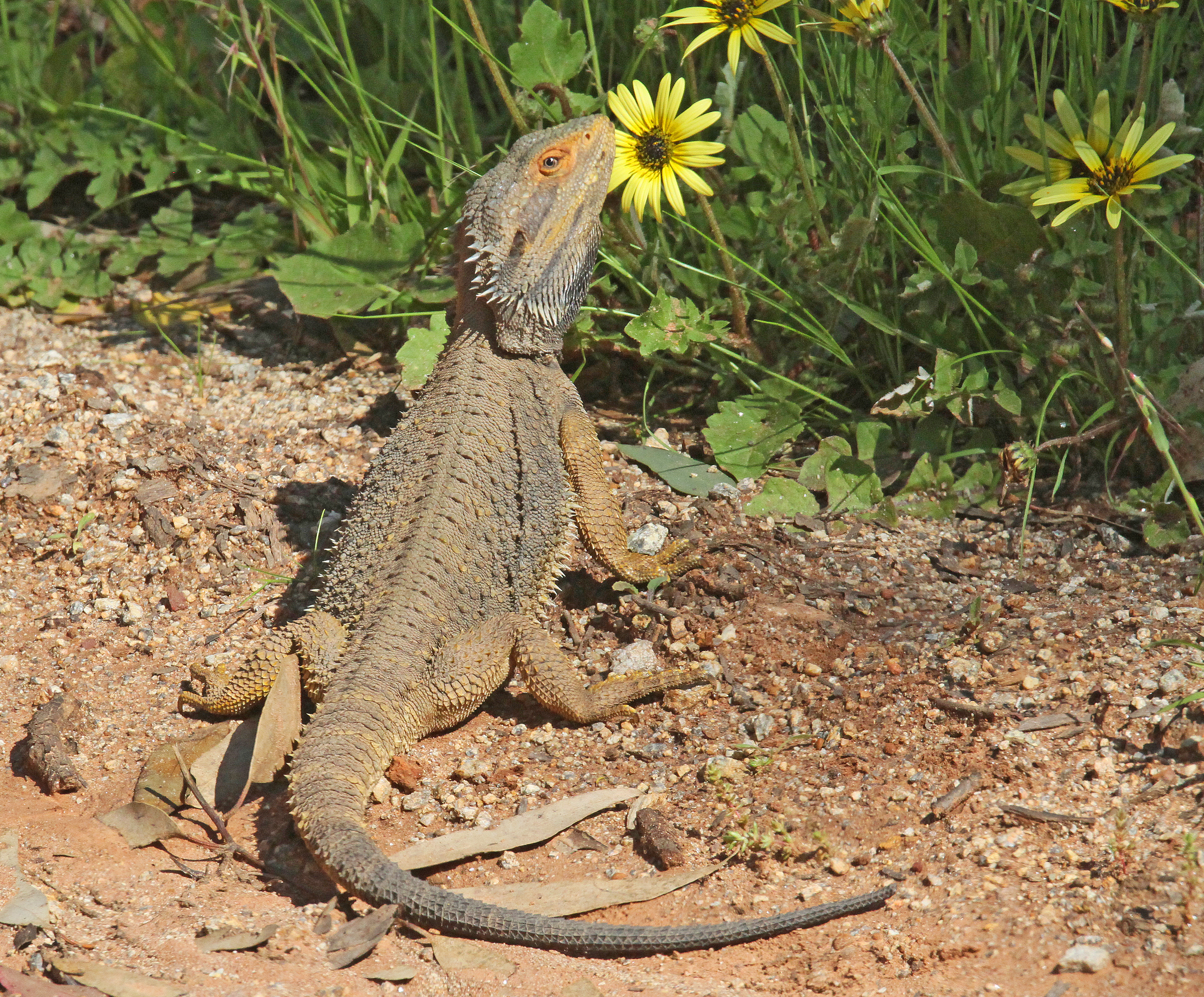
منطقه حفاظت‌شده گالور هیل، نیو ساوت ولز، استرالیا

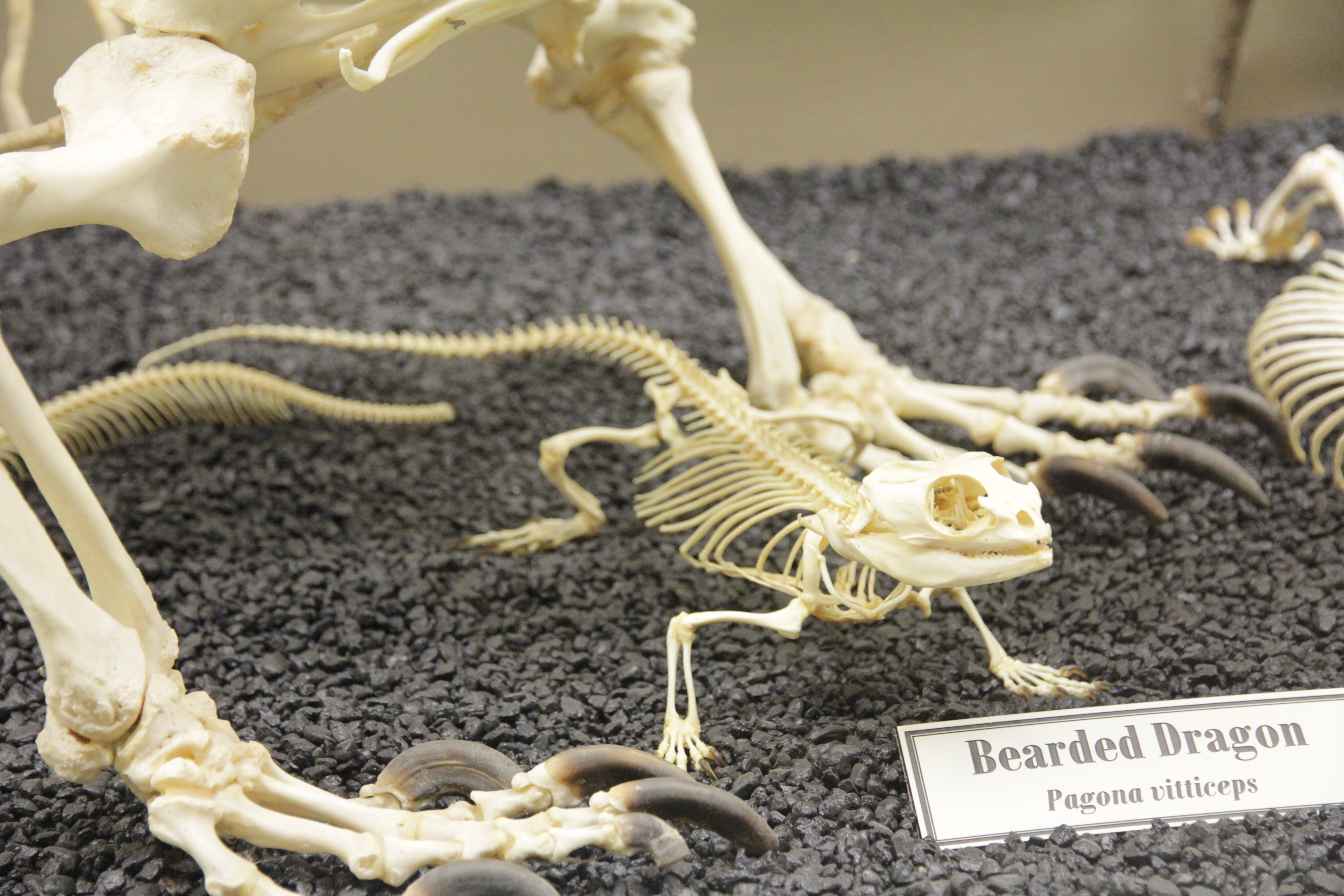
اسکلت یک پوگونا در موزه استخوان‌شناسی اکلاهما در اوکلاهما، ایالات متحده

سرده پوگونا در زیر خانواده اژدهاچه‌های استرالیایی از خانواده مارمولک‌های اژدها قرار دارد. این جانوران با سرهای عریض و مثلثی، بدن صاف و ردیف‌ها و خوشه‌هایی از فلس‌های خاردار که تمام بدن آن‌ها را پوشانده‌است، شناخته می‌شوند. اژدهایان ریش‌دار وقتی تهدید می‌شوند، بدن و بخش زیر گلوی خود را پف می‌کنند تا خود را بزرگ‌تر نشان داده و شکارچیان را دفع کنند. برخی از آن‌ها می‌توانند در هنگام رقابت برای جفت‌گیری و در پاسخ به تغییرات دمای محیط (مانند تیره شدن برای جذب بهتر گرما) و سایر محرک‌ها، رنگ خود را کمی تغییر دهند. نرها معمولاً تا ۶۰ سانتی‌متر و ماده‌ها تا ۵۱ سانتی‌متر، رشد می‌کنند.

## گونه‌ها
تاکنون هفت گونه معتبر از پوگوناها شناسایی و ثبت شده‌است.
- Pogona barbata (کوویر، ۱۸۲۹) - اژدهای ریش‌دار شرقی
- Pogona henrylawsoni (ولز و ولینگتون، ۱۹۸۵) ژدهای رانکین، اژدهای لاوسون، اژدهای ریش‌دار خاک سیاه
- Pogona microlepidota (گلاورت، ۱۹۵۲) اژدهای ریش‌دار کیمبرلی یا اژدهای ریش‌دار رودخانه درایسدل
- Pogona minor (استرنفلد، ۱۹۱۹) - اژدهای ریش‌دار غربی
- Pogona mitchelli (بدهام، ۱۹۷۶) - اژدهای ریش‌دار شمال غربی
- Pogona nullarbor (بدهام، ۱۹۷۶) - اژدهای ریش‌دار نولاربور
- Pogona vitticeps (اهل، ۱۹۲۶) - اژدهای ریش‌دار مرکزی یا اژدهای ریش‌دار داخلی

در اسارت، اژدهایان ریش‌دار ممکن است در شرایط مساعد تا ۲۰ سال عمر کنند. اما در طبیعت، طول عمر متوسط این جانوران بسیار کوتاه‌تر است.